# Räddningsstation Fjällbacka
Räddningsstation  Fjällbacka är en av Svenska sjöräddningssällskapets sjöräddningsstationer. Den startades 1969. 

## Räddningsfarkoster
- Rescue Leif Johansson av Victoriaklass, byggd 2013
- Rescue Berith av Gunnel Larssonklass, byggd 2018
- Astral av Gunnel Larssonklass, byggd 2013

## Tidigare räddningsfarkoster
- Rescue Margit Engellau av Eskortenklass, senare på Räddningsstation Trosa, Räddningsstation Barsebäck och Räddningsstation Lomma
- Rescue Minlouis av Victoriaklass, 2005
- Rescue Västkustkretsen SXK av Gunnel Larssonklass, byggd 2009, senare Räddningsstation Härnösand
- Rescuerunner Tanum Komponent, 2008
- Rescue Margit Engellau, som ersatte Monica Rydberg 1987
- Rescue Thomas Stenberg, 1995, flyttad till Räddningsstation Käringön 1999
- Rescue Ivan Holmberg, 1999
- Rescue Sparbanken Tanum

### Lions, 1969
- Löa: 18,1 m
- Bredd: 5,3 m
- Djupg.: 2,7 m
- Depl.: 45 ton
- Fart: 9 knop
- Motor: 2 cyl Skandia 150 Hk
- Aktionsradie:360nm
- Utrustning: Radiotelefon, VHF, radar, ekolod, varmluftsaggregat, gummiflotte och segel.

### Lions 2, 1979
Lions 2 byggdes på Sjötorps varv 1960. Hon var mindre och lättare än sin föregångare. Båten var donerad genom medel insamlade av olika Lionsklubbar.
- Löa: 13,5 m
- Bredd: 4,1 m
- Djupg.: 1,5 m
- Depl.: 25 ton
- Fart: 9 knop
- Motor: Scania Vabis D11 150 Hk
- Aktionsradie:500 nm
- Utrustning: Radiotelefon, VHF, ”medborgarbandsradio”, radar, ekolod, portabel brand- och länspump, automatiskt uppblåsbar flotte
- Sjukvårdsutrustning tillkom i början av 80-talet.

### Monica Rydberg,1983
Byggd i Leksand 1979. Denna båt var möjlig tack vare medel donerade av Bertil Rydberg, Göteborg.
- Löa: 10,0 m
- Bredd: 3,6 m
- Djupg.: 1,0 m
- Depl.: 7 ton
- Fart: 18 knop
- Motor: Volvo Penta TAMD 70C, 270 Hk
- Aktionsradie:350 nm
- Utrustning: VHF, PR-radio, radar, ekolod, bår, akutväska, brand- och länspump, syrgasapparat samt uppblåsbar gummiflotte.

### Gustaf Dalén, 1986
Efter 7 år byttes Lions 2 ut mot Gustaf Dalén, byggd vid Djupviks varv, 1964. Denna gången av medel insamlade av Sveriges Radio och en större donation av AGA AB.
- Löa: 18,5 m
- Bredd: 5,8 m
- Djupg.: 2,5 m
- Depl.: 70 ton
- Fart: 11 knop
- Motorer: 2 x Volvo PentaMD120, totalt 378 Hk.
- Aktionsradie:1300 nm
- Utrustning: MF-radio, VHF, VHF-pejl, PR-radio, radar, ekolod, högtalaranläggning, Decca-nav., värmeanläggning, brandpump, portabel brand- och länspump, skumsläckningsaggregat, hydraulkran, sjukvårdsutrustning, bår, räddningsflotte samt gummibåt med 25 hk utombordare.

## Uppsyningsmän
- 1969-1979 Bengt Kahlman
- 1979-1999 Stig-Tore Berg
- 1999-2003 Bengt Thorvall
- 2003-2007 Peter Almqvist
- 2007-2007 Johan Leandersson
- 2008-2013 Victor Bogesjö
- 2013-2015 Leif Hugosson
- 2015-         Ledningsgrupp:
- Gertrud Lundström, Per-Inge Bergman, Peter Winberg